# Ukraińskie Zjednoczenie Narodowe w Niemczech
Ukraińskie Zjednoczenie Narodowe w Niemczech – ukraińska organizacja społeczna, działająca w Niemczech od 1933, od 1937 również w Austrii i Protektoracie Czech i Moraw.
Centrala organizacji znajdowała się w Berlinie. W 1942 organizacja liczyła 42 tysiące członków w 1268 kołach i filiach. 
Przewodniczącymi do 1937 byli F. Koroliw i I. Drabatyj, po 1937 - T. Omelczenko. W Zarządzie Głównym zasiadali między innymi: Bohdan Krawciw, Wołodymyr Janiw, M. Dorożynśkyj, M. Sełeszko, J. Artiuszenko, J. Kowałenko, Wołodymyr Łewyćkyj, P. Werżbyćkyj, D. Kwitkowśkyj, W. Maruniak.
Organem Zjednoczenia był tygodnik "Ukrajinśkyj Wisnyk". Organizacja nauczała języka niemieckiego, prowadziła kursy zawodowe, biblioteki i czytelnie. Pomagała ukraińskim studentom, jak również jeńcom-Ukraińcom z armii polskiej. Zjednoczenie działało do 1945.  
Drugą organizacją działającą w Niemczech o owym czasie była Ukraińska Hromada.